# Врбас хантерси
Хантерси Врбас су клуб америчког фудбала из Врбаса у Србији. Основани су 2005. године и своје утакмице играју на Градском стадиону у Врбасу. Такмиче се тренутно у Првој лиги Србији, другом рангу такмичења - Група Север.